# MTV Movie Awards 2007
MTV Movie Awards 2007 — церемония вручения кинонаград канала MTV, которая в этом году прошла в здании Gibson Amphitheatre (Юниверсал-сити, Лос-Анджелес, Калифорния, США). Ведущей церемонии была Сара Сильверман.

## Статистика
Фильмы, получившие наибольшее число номинаций.
| Фильм                                                                                      | номинации |
| ------------------------------------------------------------------------------------------ | --------- |
| 300 спартанцев / 300                                                                       | 5         |
| Пираты Карибского моря: Сундук мертвеца / Pirates of the Caribbean: Dead Man’s Chest       | 4         |
| Борат / Borat: Cultural Learnings of America for Make Benefit Glorious Nation of Kazakhsta | 3         |
| Лезвия славы: Звездуны на льду / Blades of Glory                                           | 3         |
| Дьявол носит Prada / The Devil Wears Prada                                                 | 3         |

## Победители и номинанти
Победители написаны первыми и выделены жирным шрифтом.

### Лучший фильм
- Пираты Карибского моря: Сундук мертвеца /Pirates of the Caribbean: Dead Man’s Chest/
- 300 спартанцев /300/
- Борат /Borat: Cultural Learnings of America for Make Benefit Glorious Nation of Kazakhstan/
- Лезвия славы: Звездуны на льду /Blades of Glory/
- Маленькая мисс Счастье /Little Miss Sunshine/

### Лучший актёр или актриса
- Джонни Депп /Пираты Карибского моря: Сундук мертвеца/
- Уилл Смит /В погоне за счастьем/
- Джерард Батлер /300 спартанцев/
- Кира Найтли /Пираты Карибского моря: Сундук мертвеца/
- Дженнифер Хадсон /Девушки мечты/
- Бейонсе Ноулз /Девушки мечты/

### Прорыв года
- Джейден Смит /В погоне за счастьем/
- Джастин Тимберлэйк /Альфа Дог/
- Лена Хеди /300 спартанцев/
- Эбигейл Бреслин /Маленькая мисс Счастье/
- Эмили Блант /Дьявол носит Prada/
- Коламбус Шорт /Братство танца/

### Лучшая комедийная роль
- Саша Барон Коэн /Борат/
- Адам Сэндлер /Клик: С пультом по жизни/
- Бен Стиллер /Ночь в музее/
- Уилл Феррелл /Лезвия славы: Звездуны на льду/
- Эмили Блант /Дьявол носит Prada/

### Лучший злодей
- Джек Николсон /Отступники/
- Мерил Стрип /Дьявол носит Prada/
- Тобин Белл /Пила 3/
- Билл Найи /Пираты Карибского моря: Сундук мертвеца/
- Родриго Санторо /300 спартанцев/

### Лучший поцелуй
- Уилл Феррелл и Саша Барон Коэн /Рики Бобби: Король дороги/
- Камерон Диас и Джуд Лоу /Отпуск по обмену/
- Марк Уолберг и Элизабет Бэнкс /Преодоление/
- Марлон Уайанс и Бриттани Даниэль /Шалун (фильм)/
- Мэган Гуд и Коламбус Шорт /Братство танца/

### Лучшая драка
- 300 спартанцев /300/
- Моя супер-бывшая /My Super Ex-Girlfriend/
- Лезвия славы: Звездуны на льду /Blades of Glory/
- Борат /Borat: Cultural Learnings of America for Make Benefit Glorious Nation of Kazakhstan/
- Телепорт /Jumper/
- Суперначо /Nacho Libre/

### Лучший фильм лета, который ещё не видели
- Трансформеры /Transformers/
- Час пик 3 /Rush Hour 3/
- Гарри Поттер и Орден Феникса /Harry Potter and the Order of the Phoenix/
- Эван Всемогущий /Evan Almighty/
- Лак для волос /Hairspray/
- Симпсоны в кино /The Simpsons Movie/
- Фантастическая четверка 2: Вторжение Серебряного серфера /Fantastic Four 2: Rise of the Silver Surfer/
- Чак и Ларри: Пожарная свадьба /I Now Pronounce You Chuck & Larry/